# Municipio de Viannos
Viannos es un municipio de la unidad periférica de Heraclión, Creta, Grecia. Su población en 2011 era de 5563 habitantes. La sede del municipio se encuentra en Ano Viannos.
En una colina situada al noroeste de Viannos se localiza la antigua ciudad de Biano, donde se han hallado restos desde el periodo orientalizante hasta la época romana.
Aparece citada, bajo la forma Βίεννα, en la lista de 22 ciudades de Creta del geógrafo bizantino del siglo VI Hierocles.
En septiembre de 1943, las fuerzas de ocupación alemanas infligieron fuertes pérdidas de vidas y bienes en la región de Viannos en represalia por su apoyo a la resistencia cretense .
A finales de julio de 2012, la zona fue afectada por los incendios que causaron graves daños en los cultivos y el ganado.
La provincia de Viannos (en griego : Επαρχία Βιάννου ) fue una de las provincias de la Prefectura de Heraklion. Su territorio se correspondía con el actual municipio de Viannos, salvo unas pocas aldeas que formaban parte de la provincia Pediada. Fue suprimido en 2006.

## Referencias

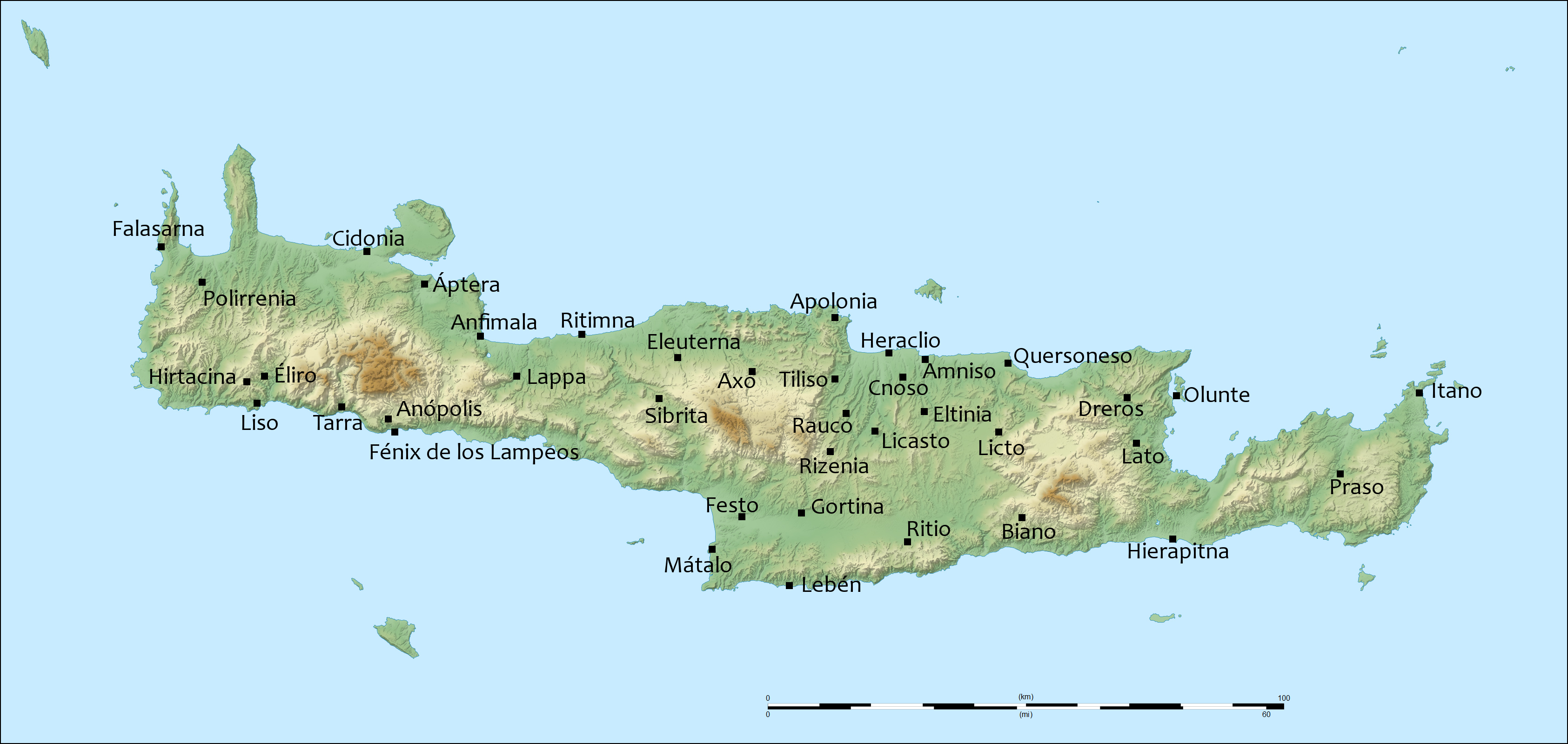
Mapa de Creta con la ubicación de algunas de las principales ciudades en los periodos clásico y helenístico donde figura la antigua Biano.